# Nemadoras
Nemadoras is een geslacht van straalvinnige vissen uit de familie van de doornmeervallen (Doradidae).

## Soorten
- Nemadoras elongatus (Boulenger, 1898)
- Nemadoras hemipeltis (Eigenmann, 1925)
- Nemadoras humeralis (Kner, 1855)
- Nemadoras leporhinus (Eigenmann, 1912)
- Nemadoras trimaculatus (Boulenger, 1898)